# Father’s Day
Father’s Day ist ein ruandischer Film von Kivu Ruhorahoza, der bei der Berlinale am 11. Februar 2022 in der Sektion „Encounters“ seine Weltpremiere feierte. In seinem dritten Spielfilm widmet sich Ruhorahoza drei miteinander verwobenen Familiengeschichten im heutigen Ruanda.

## Handlung

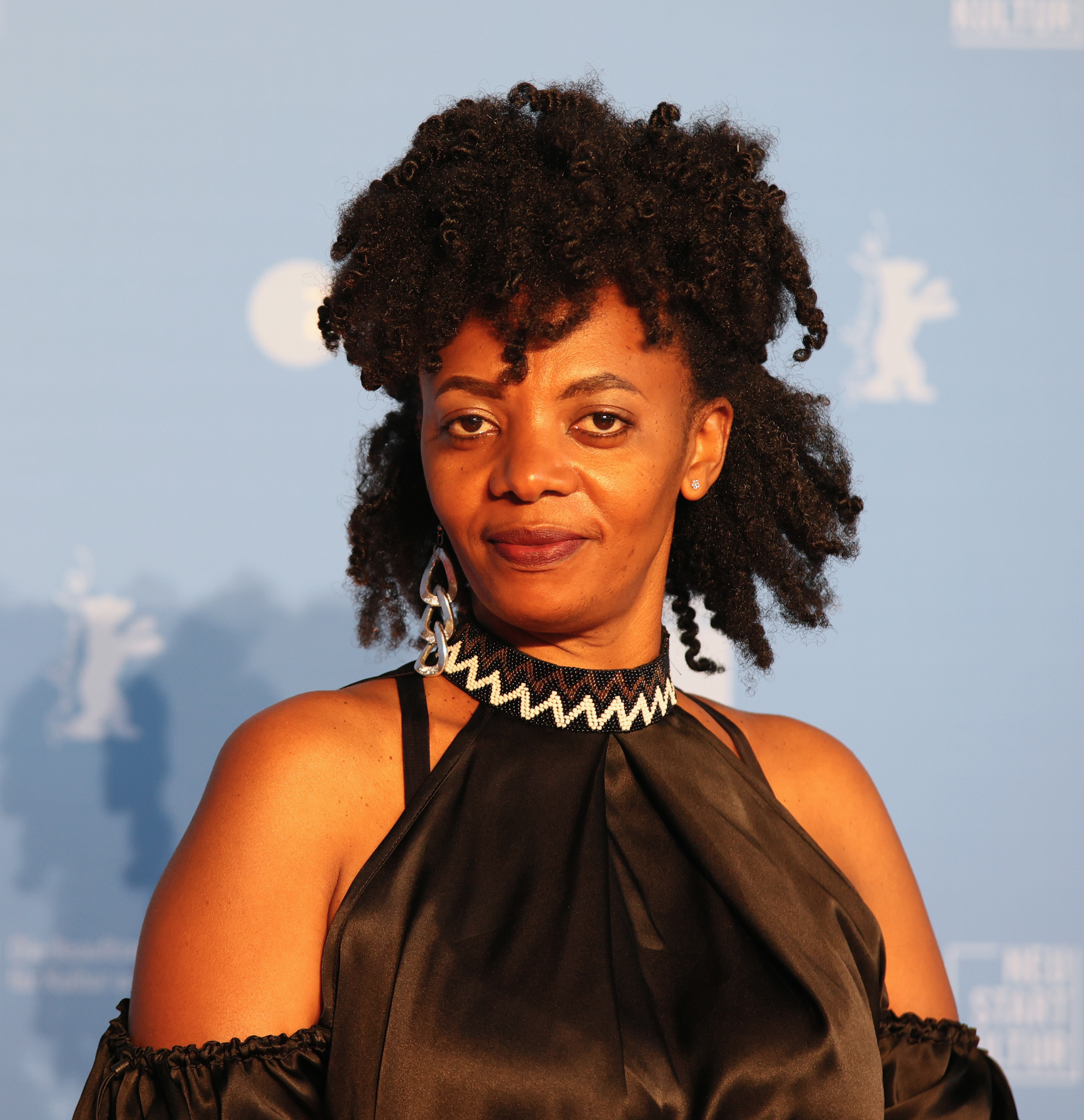
Mediatrice Kayitesi spielt die Hauptrolle der Zaninka, Berlinale 2022

Karara und sein Sohn Kadogo schlagen sich mit Kleindiebstählen und Hehlerei durchs Leben. Als Kadogo die Radmuttern eines Jeeps stiehlt, löst sich bei der Fahrt ein Reifen und erschlägt einen Jungen. Dessen Mutter Zaninka hat sich innerlich von ihrem Mann entfernt, der ihren Job als Masseuse als anstößig empfindet. Währenddessen versucht die junge Mukobwa die Formalitäten einer Organtransplantation für ihren Vater zu klären. Sie kommt als einzige für eine Spenderlunge in Frage, ringt aber mit sich wegen der zerrissenen Beziehung zu ihrem Vater.
Kadogo wird von Karara für das Leben auf der Straße gedrillt. Den Rat einer Freundin, Kadogo abzugeben und sich auf sein eigenes Leben zu konzentrieren, lehnt Karara ab. Kadogo sieht mit an, wie Karara mit einem Geschäftspartner in Streit gerät, nachdem dieser erwähnte, mit geistig eingeschränkten Frauen (Mad Women) zu verkehren. Zaninka ist durch die Ausgaben der Familie ihres Mannes mittellos geworden und erhält von einem ihrer Klienten das Angebot, die Massage für Geld „zu Ende zu führen“. Schließlich leiht sie sich die Utensilien, um mit Maniküre Geld zu verdienen, wobei sie auch Mukobwa kennenlernt.
Mukobwa legt schließlich eine Beichte ab, ihre Lunge nicht an ihren Vater spenden zu wollen, nachdem sie an einem Schauplatz des Völkermordes den Tathergang nachvollzogen hat. Zusammen mit Zaninka geht sie in einem Club tanzen, während ihr Vater einen medizinischen Anfall hat und auf sich allein gestellt ist. Mit einer Freundin Mukobwas gelingt es Zaninka schließlich, über ihre verfehlte Beziehung zu ihrem Mann zu sprechen.

## Produktion

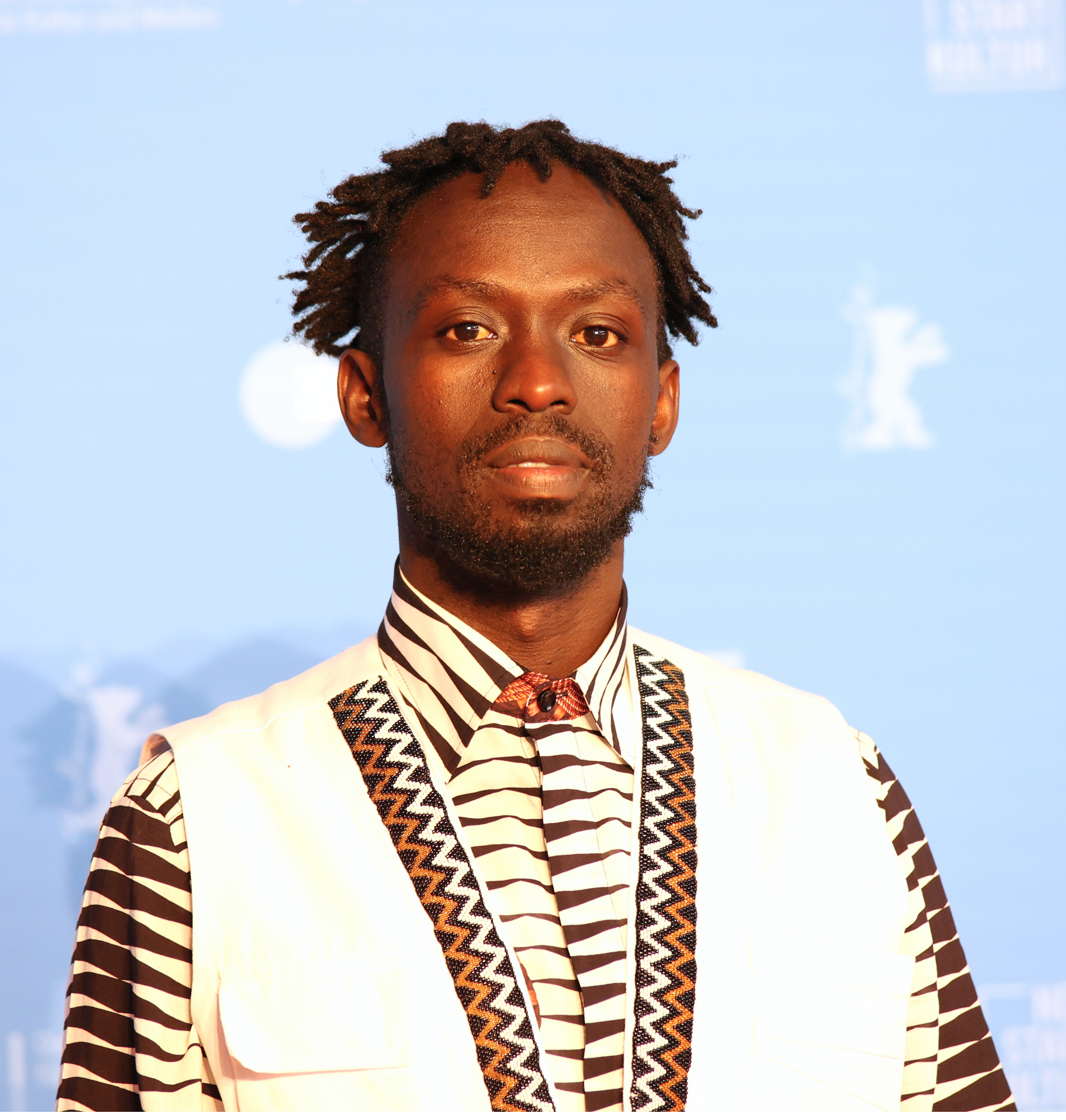
Yves Kijyana spielt die Rolle des Karara, Berlinale 2022

Mit Father’s Day wollte Ruhorahoza einen Film realisieren, der zeitgenössische Themen reflektiert, ohne didaktisch zu sein. Die Generation nach dem Völkermord in Ruanda lebe mit der Frage, welche Rolle ihre Väter bei der nationalen Tragödie einnahmen. Vaterschaft sei ein relevantes Thema in Ruanda, das den Film maßgeblich beeinflusst habe.
Die Produktion sollte in Ruanda mit lokaler Besetzung und Crew erfolgen. Um die üblichen Förderauflagen zu umgehen, sollte der Film im Rahmen eines Mikro-Budgets von 50.000 US-Dollar bleiben und ohne Co-Produktion auskommen. Den Dreharbeiten gingen acht Wochen Training für die Filmcrew voraus, wodurch auch die lokale Filmindustrie aufgebaut und ein nachhaltiges Modell für lokal finanzierte Filme etabliert werden sollten.

## Rezeption
In der Beschreibung der Berlinale heißt es, der Film bediene sich „mit erstaunlicher Leichtigkeit der Sprache des literarischen und cineastischen Minimalismus in seiner schönsten Form“. Das „punktgenaue Drehbuch“, die „sensible Kameraführung“, „die Farbgestaltung der Räume, Kleider und Gegenstände erzeugt eine expressive Dichte, die unseren Blick tief hineinzieht und die Figuren noch näher rücken lässt“.

## Auszeichnungen und Nominierungen
Der Film konkurrierte bei den Internationalen Filmfestspielen Berlin 2022 als Bester Film, für die Beste Regie und um den Spezialpreis der Jury in der Sektion „Encounters“.